# エマ・コロネル・アイスプロ
エマ・コロネル・アイスプロ (英語:Emma Coronel Aispuro、スペイン語:Emma Coronel Aispuro、 1989年7月2日 - ) は、アメリカ生まれのメキシコ系アメリカ人でメキシコのミス・コンテスト優勝者、犯罪者。メキシコ最大の犯罪組織にして麻薬カルテルとされている「シナロア・カルテル」の創設者兼元リーダーで麻薬王の異名をもつ「ホアキン・グスマン」(エル・チャポ)の妻として知られている。

## 経歴
エマ・コロネル・アイスプロは牧畜業者であり、後の夫となるホアキン・グスマンの副官であるイネス・コロネル・バレラスの娘として生まれ、メキシコのドゥランゴ州の人里離れた山奥で育った。
コロネルは2007年にドゥランゴ州のカネラスで開催されたコーヒーとグアバ・フェスティバルの美人コンテストに出場した。各出場者は立候補を記念してパーティーを開催することが義務付けられており、コロネルは公現祭の日にパーティーを開いた。このイベントでコロネルはグスマンと出会ったとされ、グスマンは彼女に会うためにカネラスを訪れ、２人はその日のうちに結婚することに合意したと伝えられている。